# Église Saint-Martin d'Utrecht

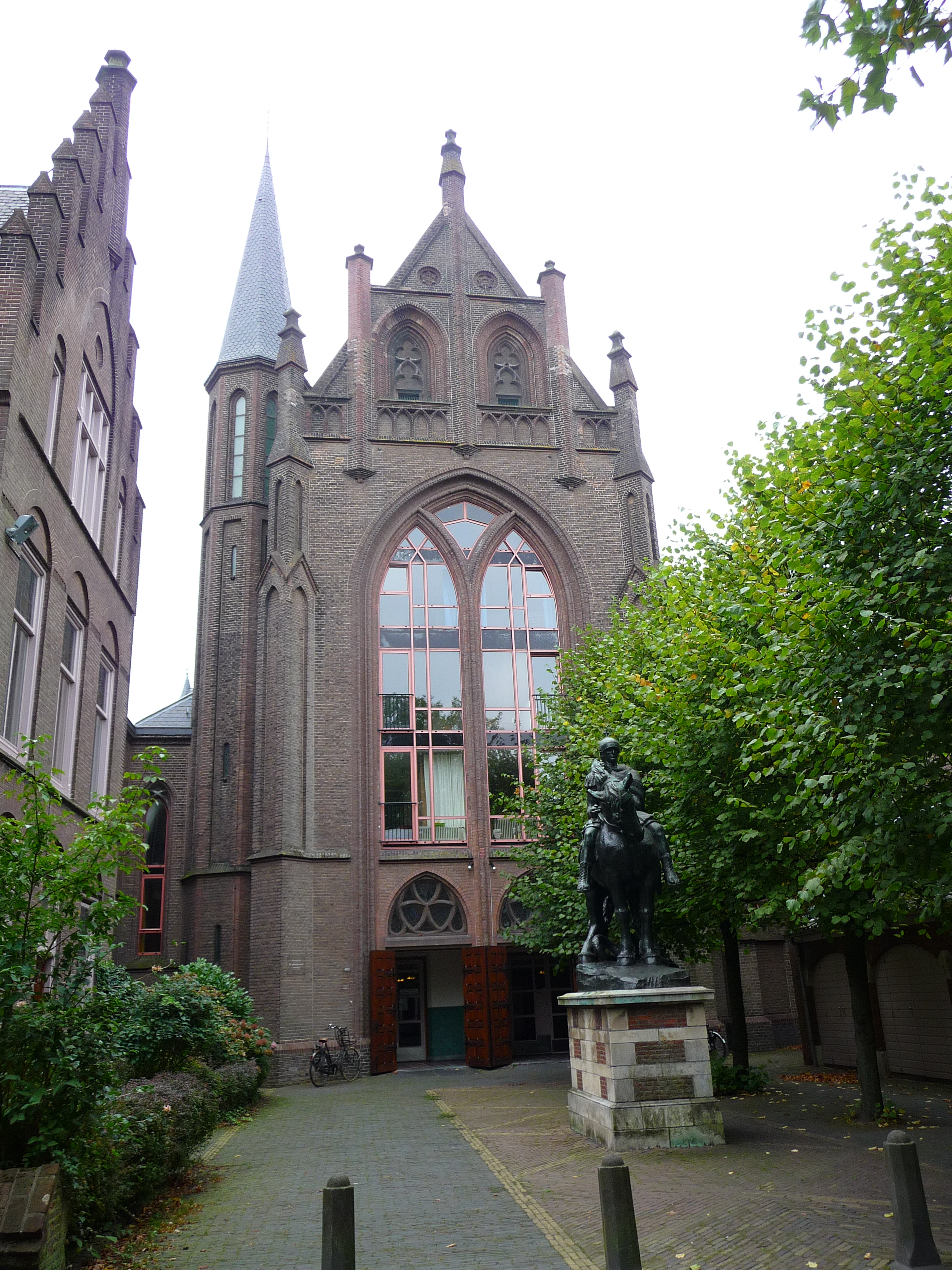
L'église aujourd'hui avec l'ancien presbytère à gauche.

L'église Saint-Martin (en néerlandais : Sint-Martinuskerk) est un ancien édifice religieux catholique situé à Utrecht aux Pays-Bas. D'architecture néo-gothique, elle s'élève au milieu de l'Oudegracht dans la partie méridionale du centre-ville, et a été transformée en appartements à la fin des années 1980.

## Histoire
Lorsque le catholicisme était proscrit après la Réforme protestante, une église clandestine était installée dans une grange entre 1600 et 1715 à l’Abstederdijk sous le nom de Statie onder het Kruis (actuel numéro 188). En 1715, la communauté s'installa dans l'Oudegracht et devint le noyau de la future église Saint-Martin d'Utrecht. Après le rétablissement de la hiérarchie catholique aux Pays-Bas en 1853, la paroisse Saint-Martin est officiellement enregistrée en 1856.
L'église actuelle dédiée à saint Martin est édifiée de 1899 à 1901 selon les plans de l'architecte Alfred Tepe. L'effondrement de la pratique catholique aux Pays-Bas, et particulièrement dans l'archidiocèse d'Utrecht touché par de fortes divisions dans les années de l'après concile Vatican II, ainsi que la proximité de la cathédrale Sainte-Catherine aboutissent à la fermeture de l'église en 1974 selon la volonté du cardinal Alfrink. Désacralisée et vidée de son mobilier, elle sert notamment de décor et de coulisses à des feuilletons télévisés. Mise en vente par l'archevêché, elle ne trouve pas de propriétaire, tandis que l'ancienne communauté paroissiale cherche à préserver l'édifice qu'elle parvient à faire classer. Finalement l'architecte Dolf de Maar en fait l'acquisition et la transforme en immeuble de vingt-neuf logements qu'il met en vente à la fin des années 1980.
Le décor intérieur néo-gothique est mis en vente après la fermeture de l'église et transféré en partie à l'église de Loo, construite également par Tepe. Le maître-autel est transporté dans la chapelle du séminaire diocésain qui a fermé ses portes en 2010. Les vitraux sont donnés en 1989 à l'église Saint-Martin de Makkum, fermée définitivement au culte en 2017.

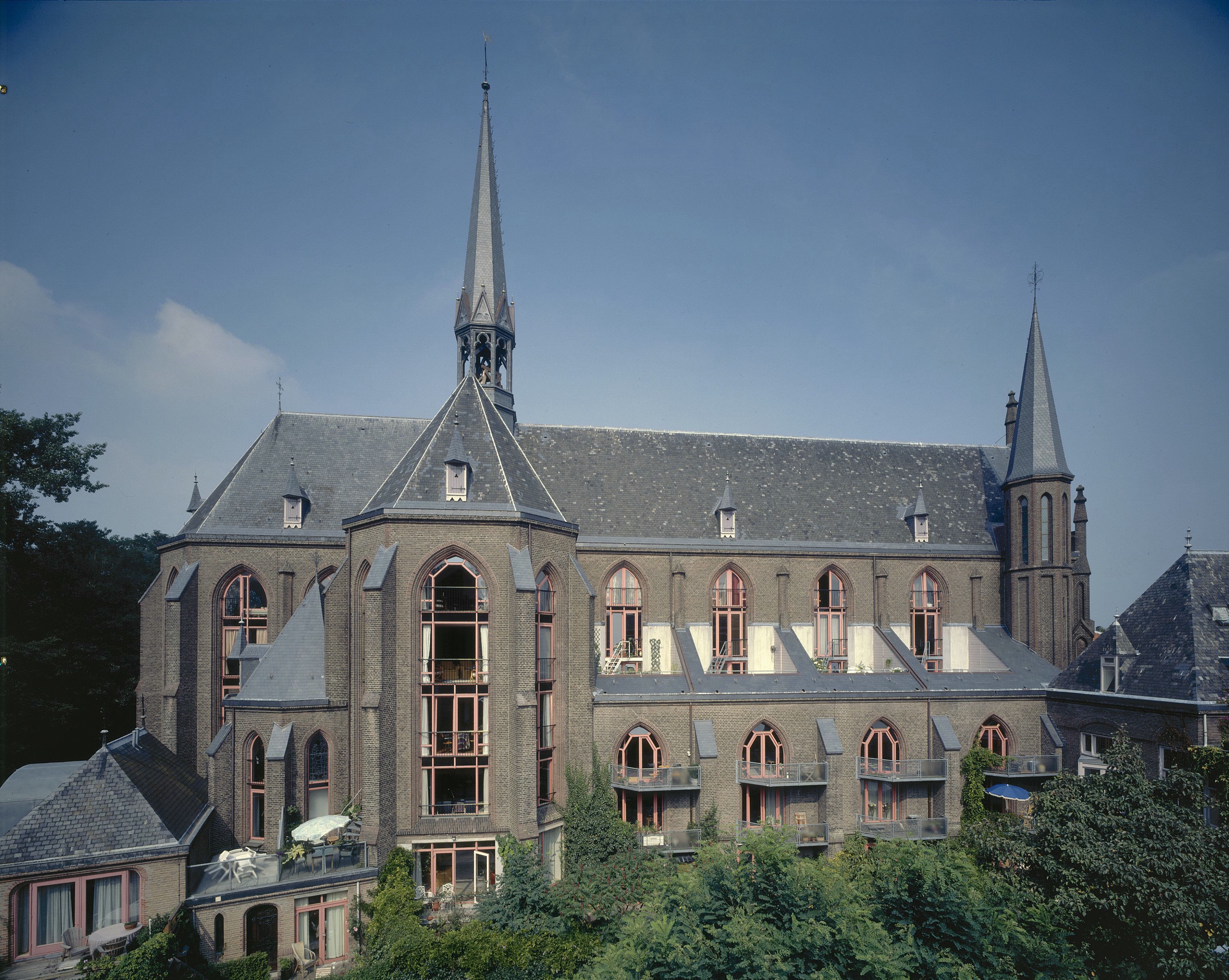
Transformation de l'église en appartements
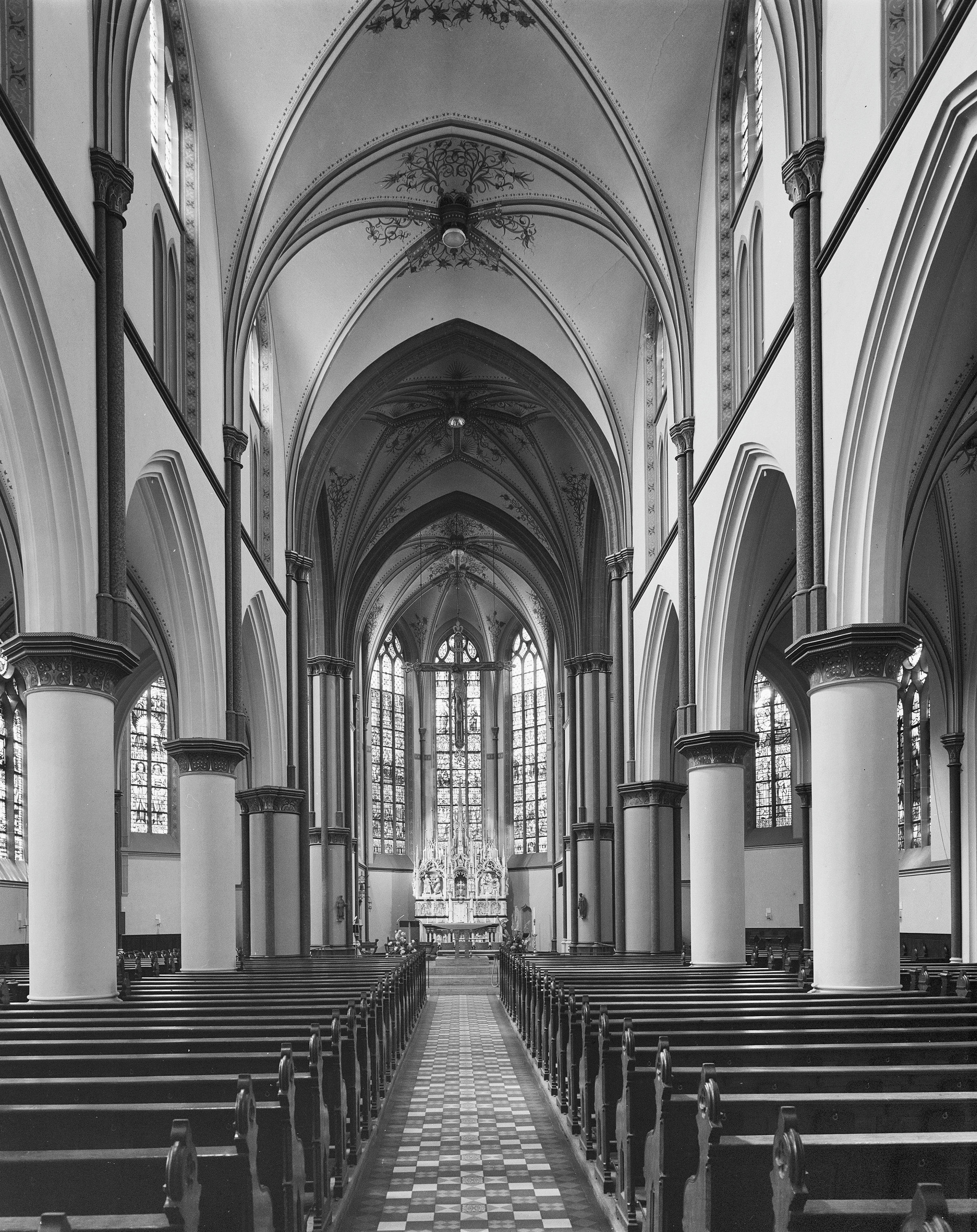
Intérieur de l'église en 1970

## Alentours
Sur le parvis de l'ancienne église une statue cavalière de saint Martin se dresse depuis 1948 ; c'est l'œuvre d'Albert Termote qui a voulu rendre hommage à la charité nécessaire après les affres de la guerre. On remarque aussi l'ancien presbytère donnant sur le parvis et un ancien parking à bicyclettes datant de 1948.